# Filladhoo
Filladhoo (Dhivehi: ފިއްލަދޫ) is een van de bewoonde eilanden van het Haa Alif-atol behorende tot de Maldiven.

## Demografie
Filladhoo telt (stand maart 2007) 460 vrouwen en 490 mannen.